# میو (گروه موسیقی)
میو (کره‌ای: 미야오; لاتین‌نویسی اصلاح‌شده: Miyao; انگلیسی: Meovv، به صورت Meow تلفظ می‌شود) گروه دخترانه اهل کره جنوبی است که توسط بلک لیبل شکل گرفته است. این گروه متشکل از پنج عضو است: سواین، گاوون، آنا، نارین و الا. میو در ۶ سپتامبر ۲۰۲۴ فعالیتش را آغاز کرد.

## تاریخچه

### ۲۰۱۱–۲۰۲۴: فعالیت‌های پیش از آغاز فعالیت و شکل‌گیری
بیشتر اعضای گرو پیش از پذیرفته شدن توسط بلک لیبل، تجربهٔ قبلی در سرگرمی، مدلینگ، موسیقی و رقص داشتند. مدل آمریکایی الا گروس در دو سالگی وارد این صنعت شد و در چندین کمپین مد از جمله زارا، اچ اند ام و گپ حضور داشته است. گاوون کارآموز سابق وای‌جی انترتینمنت و مدل سابق است که در تبلیغات آدیداس حضور داشته است. آنا، عضو ژاپنی گروه، حرفهٔ خود را به عنوان مدل کودک آغاز کرد.
در فوریه ۲۰۲۴، مجموعه‌ای از عکس‌های فاش شده از کارآموزان بلک لیبل، که شایعه شده بود اعضای گروه دخترانهٔ آتی این شرکت هستند، به سرعت در فضای مجازی پخش شد.
این عکس‌ها به ویژه شامل طراح رقص و رقصنده بیلی سوک، مدل کودک و بازیگر الا گروس، و مون سو یون، نوهٔ لی میونگ هی رئیس شین‌سه‌گِه بودند.
در همان ماه این شرکت برنامه‌های خود را برای تشکیل یک گروه دخترانهٔ جدید اعلام کرد. در ماه مارس، مشخص شد که بلک لیبل برای نماد بازرگانی «Méovv» (میو) درخواست کرده است، که این نشان دهندهٔ استفادهٔ بالقوه آن برای گروه دخترانهٔ جدیدش است. در ۱۱ مه ۲۰۲۴، گزارش شد که مون سو یون، گروه و این شرکت را ترک کرده است.

### ۲۰۲۴–اکنون: معرفی و آغاز فعالیت
در ۱۶ اوت ۲۰۲۴، بلک لیبل حساب‌های رسمی گروه را در فضای مجازی راه‌اندازی کرد و تیزرهای انیمیشنی برای نخستین گروه دخترانهٔ خود منتشر کرد. این تیزرها همچنین کاور بزرگ سیاه و سفیدی را نشان می‌دادند که از روی یک ساختمان برداشته می‌شد و پنج گربه سیاه غول‌پیکر را نشان می‌داد که بالای ساختمان‌ها نشسته بودند و به تعداد احتمالی اعضای گروه اشاره می‌کردند. در ۱۹ اوت، بلک لیبل یک تیزر ویژه در توییتر منتشر کرد و اعلام کرد که این شرکت در ۲۱ اوت ساعت ۱۸:۰۰ (کی‌اس‌تی) خبری در مورد گروه منتشر خواهد کرد.در ۲۱ اوت، بلک لیبل یک ویدئو در مورد الا گروس در کانال یوتیوب رسمی گروه منتشر کرد. از او به عنوان اولین عضو گروه میو رونمایی شد. گاوون در ۲۳ اوت و سواین دو روز بعد معرفی شدند، به دنبال آن، آنا در روز ۲۷ و نارین در روز ۲۹ معرفی شدند. پس از آن، بلک لیبل اعلام کرد که میو قبل از شروع فعالیت با کپیتال رکوردز قرارداد همکاری امضا کرده است.

## اعضا
- سواین (کره‌ای: 수인)
- گاوون (کره‌ای: 가원)
- آنا (کره‌ای: 안나)
- نارین (کره‌ای: 나린)
- الا (کره‌ای: 엘라)